# كابيجي باشا (حراس السلطان)

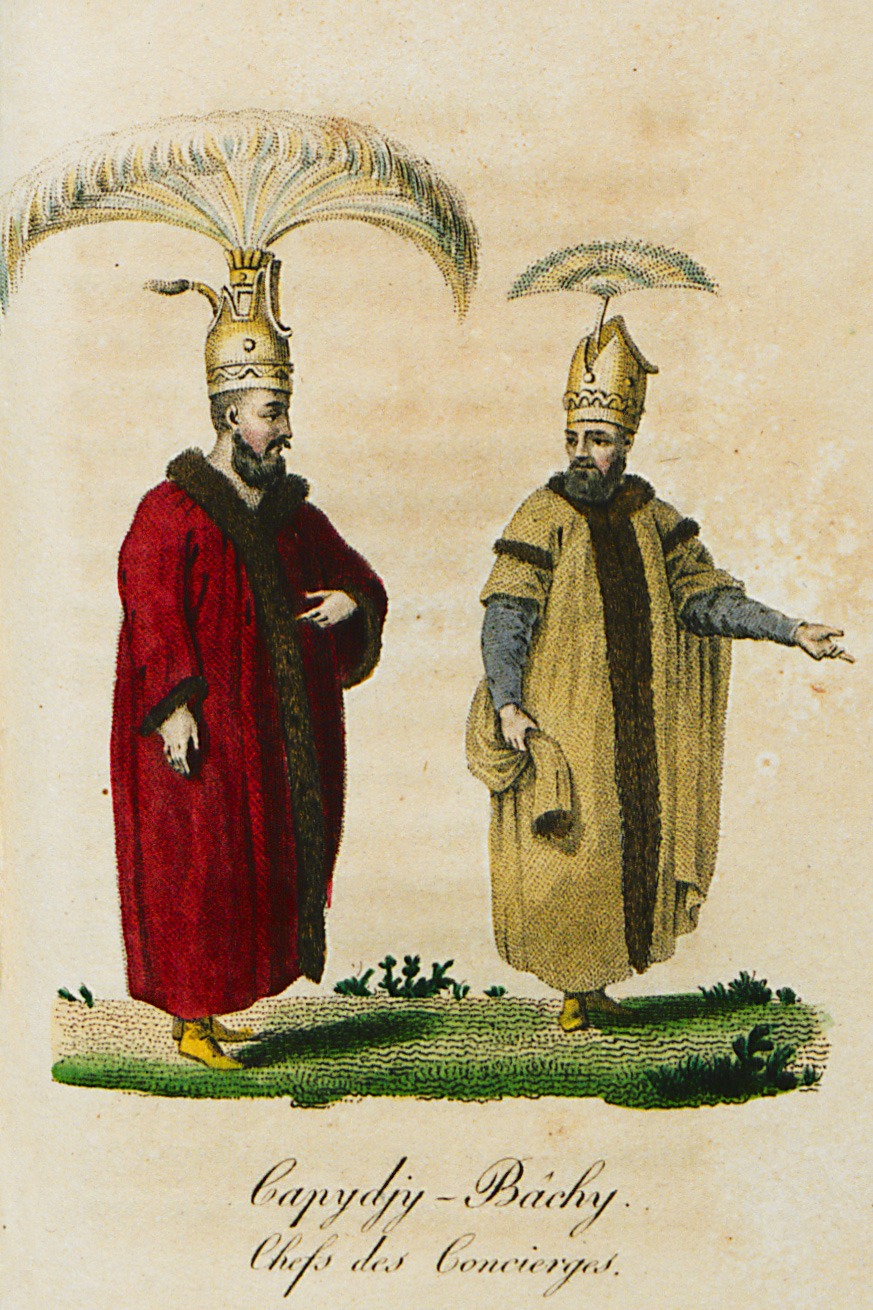
اثنين من الكابيجي ، بحسب ما يصورهما انطوان لوران كاستيلا 1812.

مسؤول حرس بوابات قصر السلطان كان يدعى في الدولة العثمانية بكابيجي باشا kapıcıbaşı. في المرحلة المبكرة من الدولة العثمانية كان هناك شخص واحد يحمل هذه الصفة. مع مرور الزمن زاد عدد من يحمل هذه الصفة حتى وصل في القرن 18 إلى أكثر من 150 شخص يحملون ذات الصفة. صاحب الصفة كان يشرف على بوابات القصر و يحرسها، بالإضافة إلى نقل الرسائل و أوامر الديوان في القصر.

## أهم من حمل هذه الصفة
- كارا موسى باشا
- Çoban مصطفى باشا
- Koca مصطفى باشا
- كردي محمد باشا
- عزت أحمد باشا
- طوبال عثمان باشا
- Piali باشا
- Keki عبدي باشا